# 巴格毛都庙
巴格毛都庙，位于内蒙古自治区巴彦淖尔市乌拉特后旗乌力吉苏木，是一座藏传佛教格鲁派寺院。

## 简介
巴格毛都庙位于乌拉特后旗北部的乌力吉苏木。该苏木位于中国与蒙古国边境，和蒙古国南戈壁省接壤。巴格毛都庙是该苏木内距离边境最近且保存完好的一座寺庙。
该庙附近的巴格毛都口岸也因该庙而得名。